# Ільченко Валерій Сергійович
Вале́рій Сергі́йович І́льченко — майор Збройних сил України, Національна гвардія України, учасник російсько-української війни.

## З життєпису
Станом на березень 2017-го — заступник командира загону 2-ї розвідувальної пошукової групи спеціального призначення, Східне територіальне управління НГУ в/ч 2240, Харківська область.

## Нагороди
15 липня 2014 року — за особисту мужність і героїзм, виявлені у захисті державного суверенітету та територіальної цілісності України, вірність військовій присязі під час російсько-української війни, відзначений — нагороджений орденом «За мужність» III ступеня.